# Валтенхофен
Валтенхофен (њем. Waltenhofen) општина је у њемачкој савезној држави Баварска. Једно је од 28 општинских средишта округа Обералгој. Према процјени из 2010. у општини је живјело 8.896 становника. Посједује регионалну шифру (AGS) 9780143.

## Географски и демографски подаци
Валтенхофен се налази у савезној држави Баварска у округу Обералгој. Општина се налази на надморској висини од 722 метра. Површина општине износи 59,8 km². У самом мјесту је, према процјени из 2010. године, живјело 8.896 становника. Просјечна густина становништва износи 149 становника/km².

## Међународна сарадња
| Мјесто | Држава    | Врста сарадње | Од    |
| ------ | --------- | ------------- | ----- |
|        | Француска | партнерство   | 1976. |
| Извор  |           |               |       |